# Arbanaška
Arbanaška (Арбанашка) è un centro abitato della Bosnia ed Erzegovina, compreso nel comune di Trebigne.